# حوضچه آسیاب

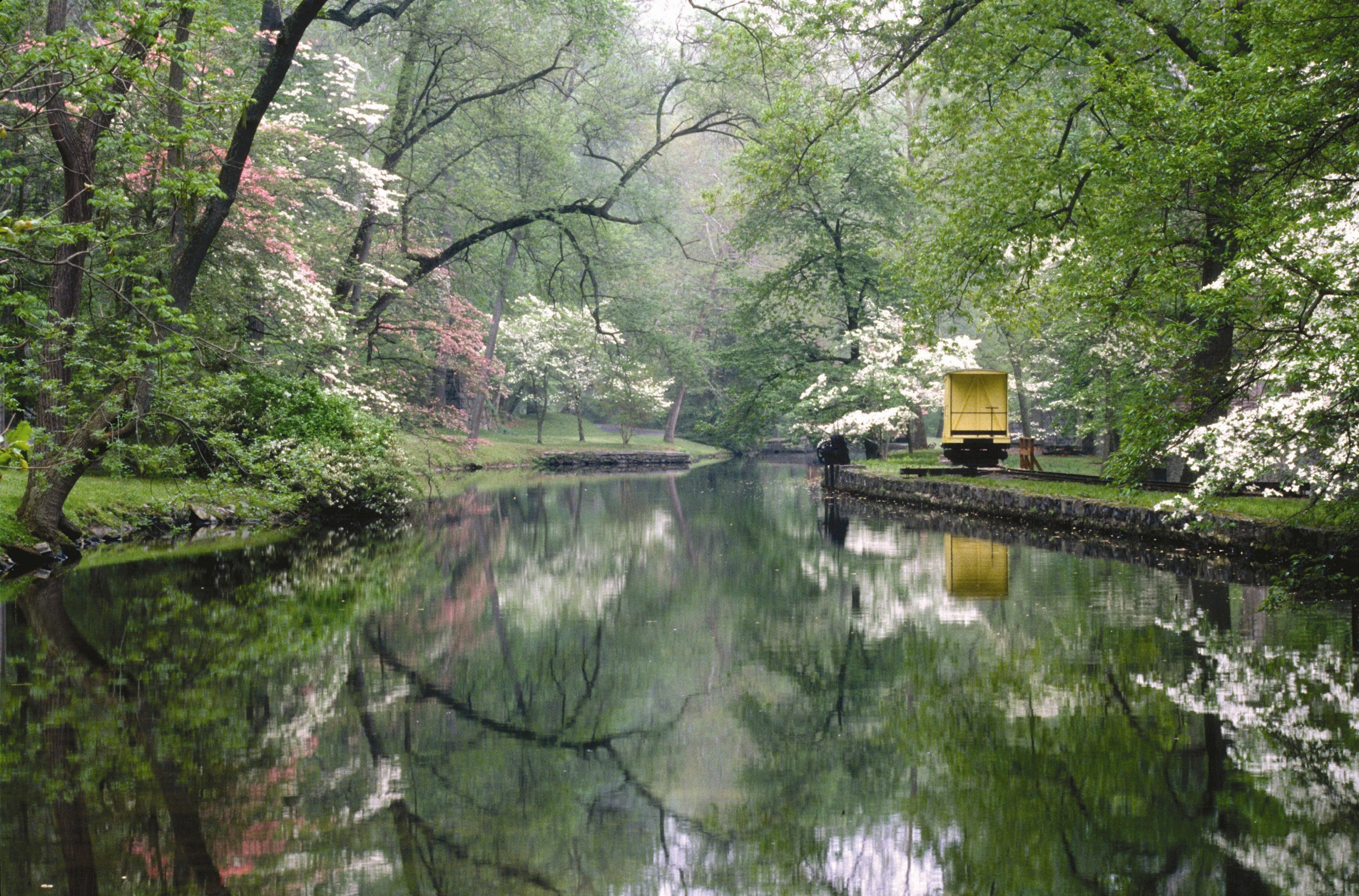
حوضچه آسیاب هاگلی در براندی واین کریک در دلاور که چرخ آسیاب را، برای تأمین برق آسیاب باروت دوپونت، یک صنعت مهم تسلیحاتی در تاریخ ایالات متحده تغذیه می‌کرد.

حوضچه آسیاب (به انگلیسی: Mill pond)، بدنه آبی است که به عنوان مخزن آسیاب با نیروی آب استفاده می‌شود.
حوضچه‌های آسیاب اغلب از طریق ساخت یک سد آسیابی یا سرریز (و نهر آسیاب) در سراسر یک آبراه ایجاد می‌شدند.